# ملعب كيو2
ملعب كيو2 هو ملعب كرة قدم يقع في أوستن، تكساس وهو الملعب الرئيسي لنادي أوستن.